# Thamnophis rufipunctatus
Espèce
Synonymes
- Chilopoma rufipunctatum Cope in Yarrow, 1875
- Atomarchus multimaculatus Cope, 1883

Statut de conservation UICN

 LC  : Préoccupation mineure
Thamnophis rufipunctatus est une espèce de serpents de la famille des Natricidae. 

## Répartition
Cette espèce se rencontre :
- au Mexique dans les États du Chihuahua et du Durango ;
- aux États-Unis dans le centre-Est de l'Arizona et dans le centre-Ouest du Nouveau-Mexique.

## Description
Cette espèce est ovovivipare. 

## Publication originale
- Cope, 1875 in Yarrow, 1875 : Report upon the collections of batrachians and reptiles made in portions of Nevada, Utah, California, Colorado, New Mexico, and Arizona during the years 1871, 1872, 1872, and 1874 in Report upon Geographical and Geological Explorations and Surveys West of the One Hundredth Meridian in Charge of First Lieut. Geo. M. Wheeler, Corps of Engineers, U.S. Army, Under the Direction of Brig. Gen. A. A. Humphryes, Chief of Engineers, U.S. Army, vol. 5, no 4, Washington, D.C., p. 511-584 (texte intégral).